# A Streak of Luck
Pour plus de détails, voir Fiche technique et Distribution.
A Streak of Luck est un film américain réalisé par Richard Thorpe, sorti en 1925.

## Synopsis
Un jeune et riche playboy est désavoué par son père banquier après avoir trop souvent fait parler de lui dans les journaux. Il décide alors de se diriger vers l'Ouest où il tombe amoureux et vit une série d'aventures rocambolesques...

## Fiche technique
- Titre original : A Streak of Luck
- Réalisation : Richard Thorpe
- Scénario : Lloyd Ingraham
- Production : Lester F. Scott Jr.
- Société de production : Action Pictures
- Société de distribution : Weiss Brothers Artclass Pictures
- Pays de production :  États-Unis
- Langue originale : anglais
- Format : noir et blanc — 35 mm — 1,37:1 — Film muet
- Genre : Western
- Durée : 5 bobines - 1 453 m
- Date de sortie : 
  - États-Unis : 23 décembre 1925

## Distribution
- Jay Wilsey : Billy Burton
- Dorothy Wood : Francie Oliver
- Nelson McDowell : Ben Tuttle
- Bertram Marburgh : Burton
- Slim Whitaker : "Black Pete"
- Fred Holmes : le valet de Burton
- George Y. Harvey : l'officier de police
- Edward Klein : le secrétaire de Burton
- John B. O'Brien : Jack Hurst
- Norbert A. Myles : Sam Kellman